# SMS - Squadra molto speciale
SMS - Squadra molto speciale è una sitcom televisiva italiana prodotta dal 2010 e trasmessa in prima visione ogni domenica sera alle 19:00 a partire dal 2 maggio 2010 da Italia 1, per poi spostarsi nel 2011 e concludersi nel 2013 fascia della Smile Zone su Italia 2: dove l'orario di trasmissione fu cambiato dalle 19:00 alle 14:00 a partire dalla seconda stagione.
La serie ebbe immediatamente un ottimo successo di critica e di pubblico dovuto senz'altro alla particolarità di proporsi come un genere sconosciuto al pubblico italiano la action sitcom. Alle spalle della serie c'è un background sicuramente ricco della commedia italiana di azione che vide i nostri maggiori registi cimentarsi in film che ebbero successo al botteghino, ma che furono anche particolarmente apprezzati e riscoperti dalla critica più esigente.
Così dopo Terence Hill e Bud Spencer, sia pure su un piano diverso e con tematiche differenti, la sit-com di Italia 1 riecheggia le gesta di eroi la cui vivacità è mitigata dall'ironia. Così inseguimenti, scazzottate e sparatorie degne della tradizione italiana degli stuntman (che nulla ha da invidiare, se non il budget, alla più rinomata scuola d'oltreoceano) non finiscono mai in spargimenti di sangue ma in un surreale mondo fumettistico dove i protagonisti si rialzano e riprendono la loro vita, novelli Wile E. Coyote.
Le serie, ebbero un discreto riscontro auditel nonostante la difficoltà di proposizione, con curve che hanno costantemente lasciato in crescita i singoli episodi che hanno staccato sempre punte massime ben oltre il milione di spettatori affezionatissimi.

## Episodi
| Stagione         | Episodi | Prima TV      |
| ---------------- | ------- | ------------- |
| Prima stagione   | 10      | 2 maggio 2010 |
| Seconda stagione |         | 2011-2012     |
| Terza stagione   |         | 2012-2013     |